# Simmone Jade Mackinnon
Simmone Jade Mackinnon (Mount Isa, Queensland, Australia, 19 de marzo de 1973) es una actriz australiana, principalmente conocida por su participación en la serie australiana Mcleod's Daughters, donde dio vida a Stieve Hall, desde el 2003 hasta el final de la serie en el 2009.

## Biografía
Simone nació en un poblado minero, en Australia; hija de Anette e Ian. Es mayor que sus dos hermanos, Kym (hermana) y Robbie (hermano), sus apodos son Monie Mack y Simmo. Una de sus pasiones es montar a caballo. 
Simmone salió durante siete años con el actor Jason Momoa, a quien conoció en el set de Baywatch. La pareja se comprometió en junio del 2004 en Hawái; sin embargo terminaron a finales del 2006.
Más tarde comenzó una relación con el piloto Dominic James y después dio a luz a su primer hijo, Madigan James McKinnon el 19 de marzo de 2010.
Es muy buena amiga de las actrices Michala Banas, Rachael Carpani y Alexandra Davies, con quienes trabajó en la serie Mcleod's Daughters.

## Carrera
De 1993 a 1995 Simmone estuvo de gira con el musical Cats a través de Australia y Asia, donde interpretó a Cassandra.
En 1999 participó en la famosa serie Baywatch, donde dio vida a Allie Reese.
En el 2003 Simmone se unió al elenco principal de la exitosa serie australiana Mcleod's Daughters donde interpretó a la obstinada Stieve Hall hasta el final de la serie en el 2009. Por su interpretación en dicha serie fue nominada a los Logie Awards en la categoría de Most Popular New Female Talent en el 2004, en el 2007 fue nominada para el Silver y Gold Logie Award en las categorías Most Popular Personality On Australian Television y Most Popular Actress, también estuvo nominada en el 2008 y en el 2009.
En junio del 2009, Mackinnon apareció como presentadora junto a Karl Stefanovic y Scott Cam en Random Acts of Kindness. Ese mismo año interpretó a Fiona Charlton en la serie Rescue Special Ops
El 17 de junio de 2012 se unió como personaje invitado por tres semanas a serie australiana Neighbours, donde interpretó a la publicista Zoe Alexander, hasta el 8 de agosto del mismo año, después de que Zoe decidiera retirarse al terminar su relación con Paul Robinson.

## Filmografía

### Series de televisión
| Año         | Título                               | Personaje                | Notas                               |
| ----------- | ------------------------------------ | ------------------------ | ----------------------------------- |
| 2012        | Neighbours                           | Zoe Alexander            | 10 episodios                        |
| 2010        | City Homicide                        | Liz Chisholm             | episodio "Atonement"                |
| 2010        | Cops: L.A.C.                         | Justine Taylor           | episodio "The Killer Wore Sneakers" |
| 2009        | Rescue Special Ops                   | Fiona Charlton           | 5 episodios                         |
| 2009        | The Cut                              | Dominica Blaine          | episodio "Pursed Lips"              |
| 2003 - 2009 | Mcleod's Daughters                   | Stieve Hall              | 154 episodios                       |
| 1999 - 2000 | Baywatch                             | Allie Reese              | 24 episodios                        |
| 1999        | The Lost World                       | Elura                    | episodio "Néctar"                   |
| 1998 - 1999 | All Saints                           | Kimberly "Krystal" Woods | 2 episodios                         |
| 1998        | Water Rats                           | Bianca Mathias           | episodio "Epiphany"                 |
| 1997        | Spellbinder: Land of the Dragon Lord | Joven en la Televisión   | episodio "Sun Becomes a Star"       |

### Películas
| Año  | Título               | Personaje            | Notas                                                                 |
| ---- | -------------------- | -------------------- | --------------------------------------------------------------------- |
| 2006 | Submission           | Dominique            | junto a Corbin Bernsen y Clare Carey                                  |
| 2003 | Dark Waters          | Robin Turner         | junto a Lorenzo Lamas                                                 |
| 2003 | Deep Shock           | Dra. Anne Fletcher   | junto a David Keith y Mark Sheppard                                   |
| 2002 | Python 2             | Nadia                | -                                                                     |
| 2001 | Attila               | N'Kara / Ildico      | junto a Gerard Butler                                                 |
| 1997 | Dust Off the Wings   | Mel                  | junto a Phil Ceberano, Felix Williamson, Simon Lyndon y Kate Ceberano |
| 1996 | Dating the Enemy     | Asistente del Doctor | -                                                                     |
| 1988 | Something About Love | Terapeuta            | -                                                                     |

### Teatro
| Año         | Obra | Personaje | Director | Notas |
| ----------- | ---- | --------- | -------- | ----- |
| 1993 - 1995 | Cats | Cassandra | -        | -     |

### Productora
| Año  | Programa   | Notas        |
| ---- | ---------- | ------------ |
| 2006 | Submission | Coproductora |

### Presentadora
| Año         | Programa                | Aparición              | Notas                               |
| ----------- | ----------------------- | ---------------------- | ----------------------------------- |
| 2009 - 2011 | Random Acts of Kindness | Simmone Jade Mackinnon | junto a Karl Stefanovic y Scott Cam |

## Premios y nominaciones
| Año  | Categoría                                 | Premio        | Serie              | Resultado |
| ---- | ----------------------------------------- | ------------- | ------------------ | --------- |
| 2009 | Actriz más popular                        | Premios Logie | Mcleod's Daughters | Nominada  |
| 2009 | Personalidad más popular de la televisión | Premios Logie | Mcleod's Daughters | Nominada  |
| 2008 | Actriz más popular                        | Premios Logie | Mcleod's Daughters | Nominada  |
| 2007 | Actriz más popular                        | Premios Logie | Mcleod's Daughters | Nominada  |
| 2007 | Personalidad más popular de la televisión | Premios Logie | Mcleod's Daughters | Nominada  |
| 2004 | Nuevo talento femenino más popular        | Premios Logie | Mcleod's Daughters | Nominada  |